# Повіт Мінамі-Саку
Пові́т Міна́мі-Са́ку (яп. 南佐久郡, みなみさくぐん, МФА: [mʲinamʲi saku guɴ]) — повіт в префектурі Наґано, Японія.